# Antonius Maria Bodewig
Antonius Maria Bodewig (* 2. November 1839 in Köln; † 8. Januar 1915 in Rom) war zeitweilig Jesuit, Missionar und Ordensgründer.

## Leben
Er wurde als Sohn von Constantin und Elisabeth Bodewig geboren.
Am 21. August 1856 trat er in die Gesellschaft Jesu der Provinz Münster ein, studierte Philosophie und Theologie und wurde am 11. Oktober 1868 zum Diakon geweiht. Danach war er Lehrer am Jesuitenkolleg Stella Matutina in Feldkirch in Vorarlberg.
Am 3. Mai 1871 wurde er zum Priester geweiht.
1872 wurde er nach Indien versetzt und arbeitete im St. Mary's-Institut in Bombay, wo er neben Englisch auch Marathi und Sanskrit lernte und hinduistische Philosophie und Mythologie studierte. Am 23. Januar 1874 wurde er mit der Mission in Igatpuri beauftragt. Dort versuchte er wie Roberto de Nobili († 1656) als christlicher Sannyasin zu leben. Bei der dortigen Gemeinde stieß er damit auf kein Verständnis und ersuchte um Versetzung. Ab 1874 wurde er vom vorgesetzten Bischof Meurin zunächst nach Nasik, Igatpuri, Bombay, Deolali und schließlich wieder nach Bombay geschickt. 1875 kam es zum endgültigen Bruch mit Bischof Meurin. 1876 kehrte Bodewig wieder nach Deutschland zurück.
In den folgenden Jahren wurde er mehrmals versetzt und war in Feldkirch, Kopenhagen, Lancashire, Wakefield, Buffalo, Exaten in Holland, New York und Philadelphia tätig. Er wollte sich weiterhin für die Evangelisierung Indiens einsetzen. Da dies innerhalb des Jesuitenordens nicht möglich war, verließ er 1888 die Gesellschaft Jesu und wurde von Kardinal Philipp Krementz als Weltpriester des Erzbistums Köln aufgenommen.
Während man sich in den deutschsprachigen Ländern vor allem auf die Afrikamission konzentrierte, versucht Bodewig durch Vorträge, Broschüren und Bücher das Interesse an der Indienmission zu wecken. Dabei schwebte ihm eine Mission vor, bei der sich Priester, Laienbrüder und Schwestern möglichst an die indische Kultur und Lebensform anpassen (Inkulturation). Die weiblichen Mitglieder wollte er zu Krankenschwestern und Lehrerinnen ausbilden lassen, um ihnen den Zutritt zu den Frauen zu ermöglichen und die Bildung der Mädchen zu fördern. Schwestern und Brüder sollten die Pionierarbeit der Mission leisten, die erst später von Priestern durch Predigt und Spendung der Sakramente ergänzt werden sollte. Da er die Laienarbeit und das Laienapostolat so stark betonte, stieß Bodewig mit seinen Plänen teilweise auf heftige Ablehnung.
Um seine Ideen verwirklichen zu können, wurde er am 1. September 1892 vom Pfarrdienst befreit und gründete noch im selben Jahr in Köln die Missionsgesellschaft der Unbefleckten Empfängnis für die Bekehrung der Heiden Indiens. Weitere Niederlassungen für die Schwestern konnten in Bonn und München eröffnet werden.
1894 bemühte sich Bodewig in Rom bei der päpstlichen Congregatio de Propaganda Fide um eine Genehmigung seiner Gesellschaft und erhielt am 30. Juni ein Empfehlungsschreiben, das eine Gründung allerdings von der Zustimmung des Ortsbischofs abhängig machte. Bodewig ließ dieses Schreiben vervielfältigen und verbreiten. Kardinal Kerentz fühlte sich übergangen, ordnete im Mai und Juli 1895 Visitationen der neuen Gesellschaft an und teilte Bodewig am 23. September mit, dass er die neue Kongregation nicht genehmigen werde. Da Bodewig seine Gesellschaft nicht auflöste, wurde er nach einer neuerlichen Visitation im November vom Priesteramt suspendiert.
Die Mitglieder der Gemeinschaft übersiedelten danach nach Hoogstraten bei Antwerpen. Acht Brüder und 14 Schwestern wurden im Dezember 1895 nach Indien geschickt, wo allerdings kein Bischof die Mitglieder einer verbotenen Gemeinschaft aufnehmen wollte. Die meisten Brüder und Schwestern traten daher anderen Ordensgemeinschaften bei.
Nochmals versuchte Bodewig direkt in Rom eine Genehmigung für seine Gesellschaft zu erhalten, doch Papst Leo XIII. machte bei einer Audienz am 23. Mai 1896 auch die letzten Hoffnungen zunichte. Mehrere Versuche Bodewigs, seine Suspendierung aufzuheben, schlugen in den folgenden Jahren fehl. Erst am 4. September 1909 wurde seine Exkardination von der Erzdiözese Köln genehmigt, doch erst am 20. Dezember 1913 nahm ihn Kardinal Désiré-Joseph Mercier als Priester in die Erzdiözese Mechelen auf.
Nochmals versuchte Bodewig, eine kirchliche Genehmigung seiner Gesellschaft zu erhalten. Papst Benedikt XV. gewährte ihm eine Audienz für den 9. Januar 1915, doch am Tag davor verstarb Bodewig.

## Nachwirkung
Trotz aller Widrigkeiten und ohne kirchliche Genehmigung konnte sich die Gemeinschaft noch zu Lebzeiten ihres Gründers in Italien und Österreich ausbreiten.
In Wien konnten Mitglieder 1923 mit Unterstützung des damaligen Universitätsprofessors Theodor Innitzer und Kardinals Friedrich Gustav Piffl die Missionskongregation der Schwestern „Königin der Apostel“ gründen.

## Werke
- Indien und seine Heiden-Mission. ca. 1890